# حريز (الخليل)
حريز قرية فلسطينية من قرى محافظة الخليل في الضفة الغربية، تقع على بعد سبعة كيلومترات جنوب شرق مدينة الخليل. تقع خدماتيًا ضمن بلدية زيف.

## التاريخ

### العهد العثماني
تبعت حريز إلى الإمبراطورية العثمانية في عام 1517 مع كل فلسطين، وكانت تتبع ولاية شرق بيروت.

### الانتداب البريطاني
في عام 1917، سقطت حريز بيد الجيش البريطاني، ودخلت القرية مع باقي فلسطين مظلة الانتداب البريطاني على فلسطين عام 1920 حتى وقوع النكبة.

#### الحكم الأردني
في أوائل خمسينيات القرن العشرين أتبعت حريز للحكم الأردني بين حربي 1948 و1967.

### النكسة
وقعت حريز في يد الاحتلال بعد حرب النكسة.

### السلطة الفلسطينية
بعد تأسيس السلطة الفلسطينية، أتبعت القرية إدارياً لمحافظة الخليل.

## السكان
وفقًا للجهاز المركزي للإحصاء الفلسطيني، بلغ عدد سكان القرية منتصف عام 2006 حوالي 997 نسمة. عام 2017 كان عدد سكان القرية حوالي 695 نسمة في التعداد العام للسكان والمساكن والمنشآت عام 2017.